# Partit Liberal de Suïssa
El Partit Liberal de Suïssa (alemany: Liberale Partei der Schweiz, francès: Parti liberal suisse, italià: Partito Liberale Svizzero) fou un partit polític de Suïssa d'ideologia liberal, membre de la Internacional Liberal. Va existir de 1913 a 2009, moment en què es va fusionar amb el Partit Radical Democràtic per formar el Partit Liberal Radical de Suïssa.
Els seus orígens es troben en els liberals o del segle xix, que representen la posició federalista. Formaven part del moviment regeneracionista de 1830-1848 i se situaren en una posició centrista en el Parlament. A la majoria dels cantons es va fundar el 1894 el Partit Democràtic Lliure, que aleshores tenia idees liberals. Però als cantons reformats de parla francesa (Ginebra, Vaud i Neuchâtel) i a Basilea-Ciutat, que tenia una fracció independent, el 1913 crearen el Partit Liberal de Suïssa, al que s'uniren les seccions dels cantons de Zuric, Schaffhausen, Grisons, Friburg i Berna. Entre el 1917 i el 1919 els liberals dirigits per Gustave Ador aconseguiren entrar al Bundesrat.
El partit va intentar en els anys 80 i 90 governar als cantons de Basilea-Camp, Berna, Friburg, Valais i Zuric, però no ho va aconseguir. La secció de Basilea es va dissoldre i només va resistir la de Valais, que va obtenir dos escons al Consell Nacional. A les eleccions federals suïsses de 2003 presentà una llista conjunta amb el Partit Democràtic Lliure, i va obtenir només el 2,2% dels vots, en comparació amb el 17,3% del FDP. No obstant això, a les seves fortaleses, els cantons protestants de Romandia i el cantó de Basilea-Ciutat, van tenir gran èxit. El seu millor resultat va ser a Ginebra, on van rebre el 16,8% dels vots. Va obtenir 4 escons (de 200) al Consell Nacional de Suïssa, però no va estar representat a la Cambra dels Estats ni al Consell Federal de Suïssa, el gabinet del govern. Després de les eleccions el LPS i el FDP va fundar una facció comú al Consell Nacional. El juny de 2005, la seva cooperació es va enfortir amb la fundació de la Unió Liberal i Radical i finalment l'1 de gener de 2009 el PLS es va fusionar amb el Partit Radical Democràtic per formar el Partit Liberal Radical de Suïssa.
El 2005, va obtenir un 3,7% dels escons als Parlaments cantonals de Suïssa i el 2,9% dels escons dels governs cantonals, segons l'índex de BADAC, que és ponderada per la població i el nombre d'escons. A les eleccions federals suïsses de 2007 el partit va obtenir l'1,8% del vot popular i 4 dels 200 escons.

## Presidents del partit
- 1946–1950 Raymond Deonna, Ginebra
- 1951–1955 René Helg, Ginebra
- 1972–1976 Louis Guisan, Vaud
- 1976–1981 Blaise Clerc, Neuenburg
- 1981–1985 Lukas Burckhardt, Basilea-Ciutat
- 1985–1989 Gilbert Coutau, Ginebra
- 1989–1993 Claude Bonnard, Vaud
- 1993–1997 François Jeanneret, Neuchâtel
- 1997–2002 Jacques-Simon Eggly, Ginebra
- 2002–2008 Claude Ruey, Vaud
- 2008–2009 Pierre Weiss, Ginebra